# Clubiona littoralis
Clubiona littoralis là một loài nhện trong họ Clubionidae.
Loài này thuộc chi Clubiona. Clubiona littoralis được Richard C. Banks miêu tả năm 1895.